# Alexander Graham
Pour les articles homonymes, voir Graham.
Alexander Graham est un nageur australien né le 28 avril 1995 à Auchenflower, dans le Queensland. Il a remporté la médaille de bronze des relais 4 × 100 et 4 × 200 m nage libre aux Jeux olympiques d'été de 2020 à Tokyo.

## Palmarès

### Championnats du monde en grand bassin
- Championnats du monde 2019 à Gwangju :
  -  Médaille d'or du relais 4 × 200 m nage libre
  -  Médaille d'argent du relais 4 × 100 m nage libre mixte (participe uniquement aux séries).
  -  Médaille de bronze du relais 4 × 100 m nage libre
- Championnats du monde 2023 à Fukuoka :
  -  Médaille de bronze du relais 4 × 200 m nage libre.